# Mariano Pagés
Mariano Pagés fue un escultor argentino que nació en la ciudad de San Juan (Argentina) el 6 de enero de 1922 y falleció en Buenos Aires, Argentina el 18 de diciembre de 2009 cuya labor se difundió en muchos países del mundo y que realizó, entre otras obras, el monumento a Carlos Gardel que se encuentra en el barrio porteño del Abasto.  

## Sus estudios artísticos
Desde muy joven se sintió atraído por la escultura y fue así que obtuvo su diploma  de profesor de esa materia en la Academia Provincial de Bellas Artes de Mendoza, de donde también egresaron otros artistas de prestigio internacional, como los pintores Enrique Sobisch y Carlos Alonso. Siguió estudiando en la Universidad Nacional de Cuyo con artistas de la talla de Lorenzo Domínguez. Sobre esa etapa de su vida decía:

”Mi niñez transcurrió entre viñas y ciudades -dijo alguna vez-; soy hijo de argentinos pero de abuelos catalanes, franceses y criollos. A los catorce años se despertó mi inclinación por la plástica. En Mendoza conocí gente hermosa. Entre otros, al pintor Roberto Azzoni, al arquitecto Cayetano Piccioni y al poeta Jorge Enrique Ramponi, que me iniciaron cuando frecuentaba la vieja Academia Provincial de Bellas Artes”.

Más adelante fue profesor de escultura en la Escuela Manuel Belgrano y en la Universidad Nacional de Cuyo, y dirigió la Escuela de Artes en San Juan. Desde 1954 residió en Buenos Aires donde diez años más tarde inauguró su taller en el barrio de Belgrano, donde trabajaba piezas en granito, piedra arenisca, mármol, madera y bronce. En 1960 el Fondo Nacional de las Artes le otorgó una beca  que le posibilitó ampliar sus conocimientos y perfeccionarse en Europa. 

## Su estilo y sus obras
La figura humana fue una constante en su obra que plasmó en variados materiales  -como la piedra, el  mármol, la cerámica, el bronce y maderas como el ébano y el olivo -  y escalas que iban desde una pequeña escultura hasta un monumento.
Dominaba todas las técnicas especialmente la talla directa y fue autor de elaboradas tallas de altos y bajos relieves. Fue escultor de una técnica y lenguaje refinados llevados por una independencia de espíritu admirable, cuyas obras atemporales son de singular calidad y belleza y están basadas en su propio sentido entusiasta de la vida y en su búsqueda del espíritu auténtico de cada pieza. Su temática favorita fue la mujer y la maternidad.
En 1949, realizó en piedra el monumento conmemorativo al cacique Guaymallén, en Mendoza, compuesto por tres figuras en piedra alrededor de una columna, de tres metros con veinte cada una que le exigió una labor dos años. En 1952 realizó para la bodega Cremaschi en General Alvear un muro de carácter egipcio, con bajorrelieves que relatan la historia de la vitivinicultura y frente al cual se alza una gran figura sedente, de tres metros de altura, tallada en piedra. Por otra parte, en el cementerio de Flores de  Buenos Aires se encuentra su escultura en mármol ‘’La Paloma’’.

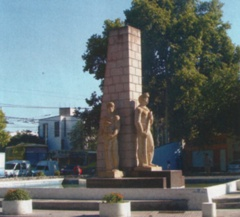
Estatua del Cacique Guaymallén, ubicada en Guaymallén, Mendoza.

## El monumento a Gardel
Entre 1999 y 2000 hizo en bronce el monumento a Carlos Gardel que se encuentra emplazado en el Abasto porteño, una escultura de dos metros con treinta, colocada sobre una base de granito de dos metros. Es una figura realista idealizada, longilínea, con los brazos cruzados, una ancha sonrisa en el rostro, con esmoquin, cuello mariposa, el pañuelito en el bolsillo, un moño sin arrugas, los puños almidonados, los gemelos y el clásico cigarrillo entre los dedos. Respecto de esa obra declaró Pagés:

“Yo lo miro ahora, después de haberlo mirado tanto, incluso con espejos para verlo al revés y creo que he logrado algo que es difícil: hacer lo que uno piensa, lo que se ha desarrollado en la mente. Yo quería un Gardel que diera felicidad verlo, fresco y a la vez perfectamente reconocible. Porque yo quería que fuera Gardel, no una obra mía”.

## Difusión de su obra
Durante 1974 y 1975 residió junto a su esposa en Milán, Italia y desde allí difundió su obra en diversos países, entre ellos  España, Inglaterra, Suecia, Venezuela, Estados Unidos, Brasil y Alemania, país este último en el cual en 1995 y 1997 expuso su obra. En estos años viajó mucho por Europa, visitando asiduamente a su hijo Pablo, en Italia, y a su hija Beatriz, en Alemania. Las cerámicas de este período son espléndidas piezas esmaltadas en blanco en finísima policromía y la antigua técnica japonesa “raku" las que recuerdan a Luca Della Robbia.
Una de sus muestras más importantes en Argentina es la del Museo E. Sivori en 1999 con cuarenta obras en diversas técnicas en madera, bronce, mármol y cerámica. Su última fue una amplia y exitosa exposición retrospectiva en la Catedral de La Plata en 2005, con obras en cerámica y piedra.

## La crítica
En 1987 el Fondo Nacional de las Artes publicó una edición crítica de sus trabajos escrita por Rafael Squirru, quien ese mismo año publicó “Velar se debe la vida" en Editorial Bacanelli.
El escritor italiano Giuliano Mangano destacó el “sentido de serenidad y armonía” de su obra y el “impulso vital que convierte en clásicas sus obras de arte”. El crítico de arte Osiris Chierico destacó que Pagés le daba importancia fundamental al material de la obra, lo que le lleva a opinar que recurrir casi siempre a la talla directa de la piedra, el mármol o la madera estaba estrechamente condicionada por el carácter esencial de la forma comunicada, por su espíritu.
Pagés recibió numerosos premios, entre ellos el primero del Salón Municipal de Mendoza de 1947, el ‘Adolfo Calle’ en 1948, el primer premio del Salón de San Rafael en 1949, el 3° Premio Salón Nacional Manuel Belgrano (1955); Premio Ministerio de Educación (1960); Gran Premio de Honor Presidencia de la Nación (1962); Premio Salón Municipal de Bs. As. (1961); el Gran Premio de Honor Presidencia de la Nación, en 1962; el primer premio del 47.º Salón Nacional de Bellas Artes, el premio Konex en cerámica, en 1982.